# Robert-Magny-Laneuville-à-Rémy
Robert-Magny-Laneuville-à-Rémy var en kommun i departementet Haute-Marne i regionen Grand Est (tidigare regionen Champagne-Ardenne) i nordöstra Frankrike. Kommunen låg i kantonen Montier-en-Der som tillhör arrondissementet Saint-Dizier. År 2009 hade Robert-Magny-Laneuville-à-Rémy 310 invånare.
Kommunen bildades år 1972, då kommunerna Robert-Magny och Laneuville-à-Rémy gick samman. Den 1 januari 2012 upphörde Robert-Magny-Laneuville-à-Rémy, då kommunen återigen delades upp i kommunerna Robert-Magny och Laneuville-à-Rémy.

## Befolkningsutveckling
Antalet invånare i kommunen Robert-Magny-Laneuville-à-Rémy
| Referens: INSEE |